# لويس تروخيو
لويس تروخيو (بالإسبانية: Luis Trujillo)‏ هو مدرب كرة قدم ولاعب كرة قدم بيروفي في مركز ظهير ‏، ولد في 27 ديسمبر 1990 في تالارا في بيرو. شارك مع منتخب البيرو تحت 20 سنة لكرة القدم ومنتخب بيرو لكرة القدم. أما مع النوادي، فقد لعب مع أليانزا ليما وخوان أوريتش.

## وصلات خارجية
- لويس تروخيو على موقع الاتحاد الدولي (مؤرشف)  (الإنجليزية)
- لويس تروخيو على موقع قاعدة بيانات كرة القدم.إي يو (الإنجليزية)
- لويس تروخيو على موقع ناشيونال فوتبول تيمز (الإنجليزية)
- لويس تروخيو على موقع Soccerway.com (الإنجليزية)
- لويس تروخيو على موقع AS.com (الإسبانية)